# Kloster Seligenporten
Das Kloster Seligenporten (lat. Monasterium Felix Porta) ist eine ehemalige Abtei der Zisterzienserinnen, später Kloster der Salesianerinnen und dann Zisterzienserabtei im Markt Pyrbaum in der Oberpfalz in Bayern gelegen und zur Diözese Eichstätt gehörig.

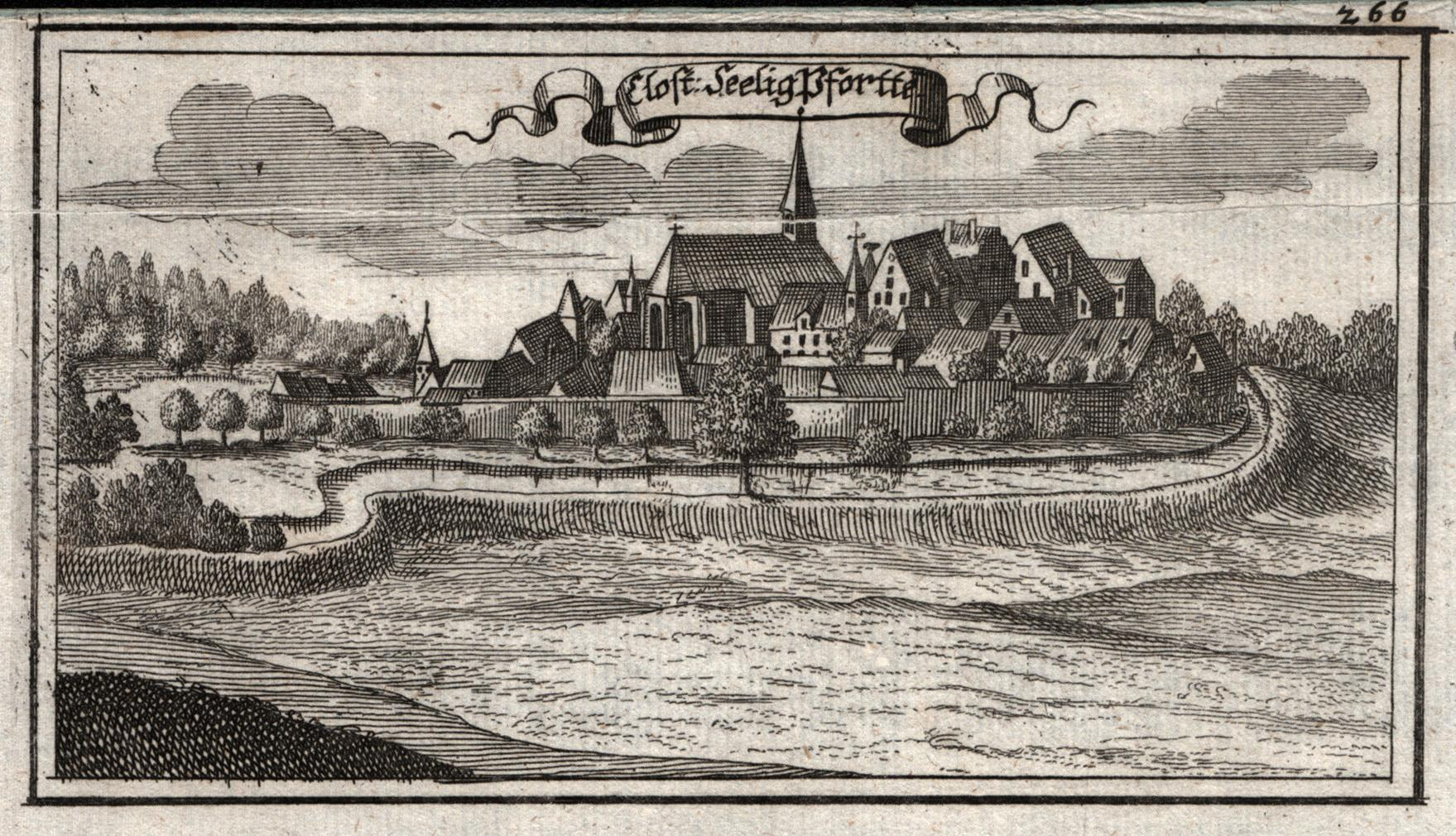
Stich des Klosters aus dem „Churbaierischen Atlas“ des Anton Wilhelm Ertl 1687

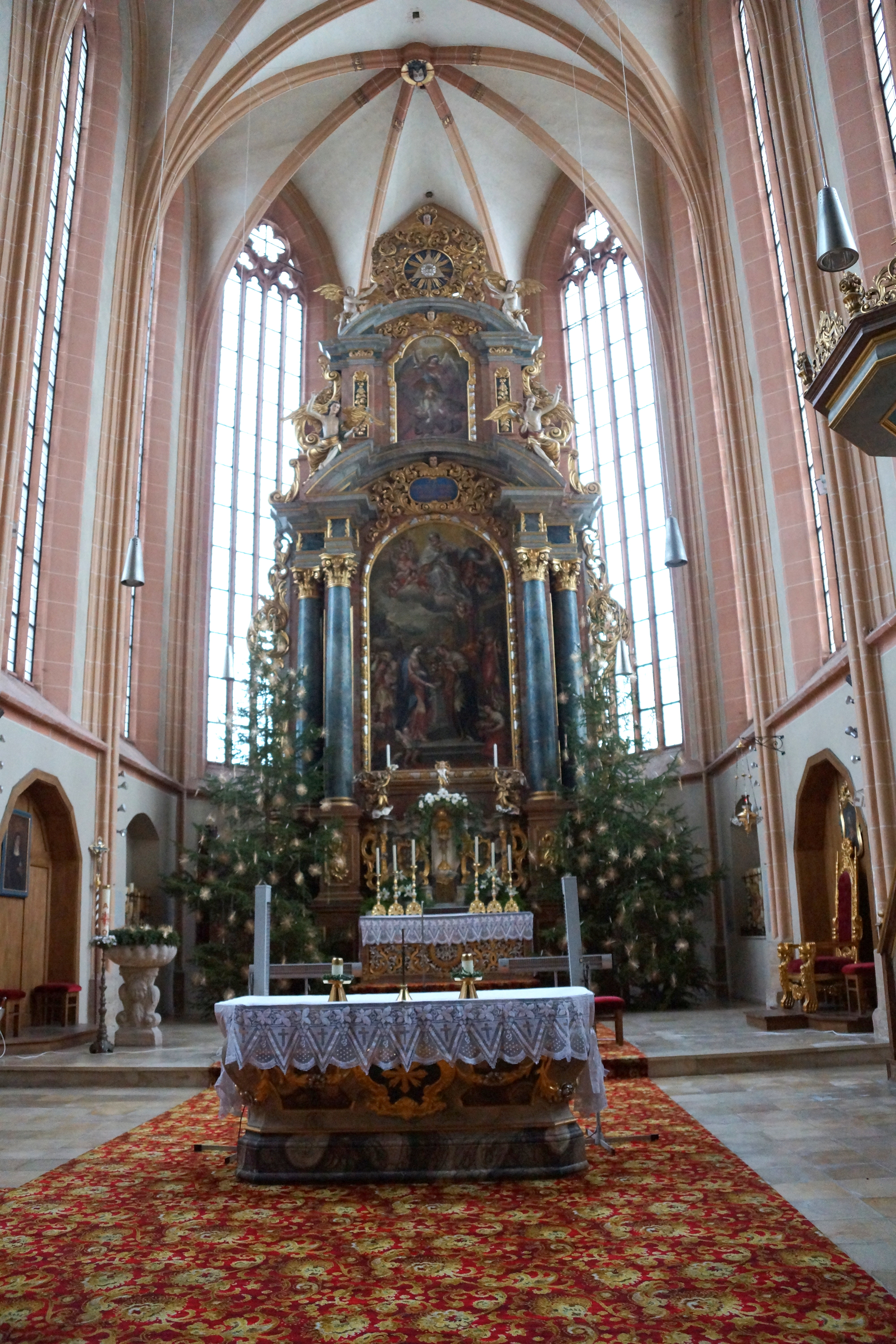
Innenansicht nach Osten

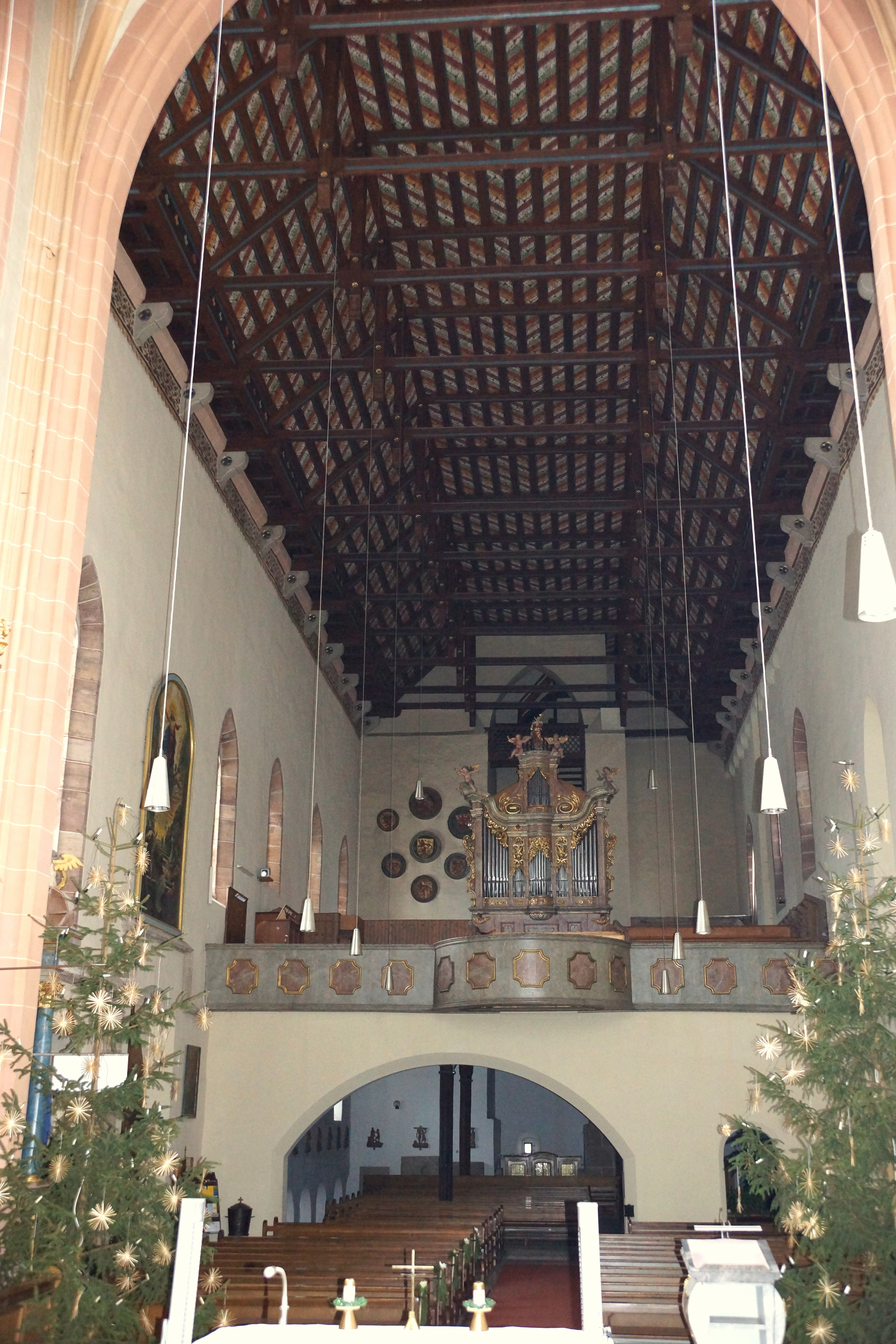
Innenansicht nach Westen

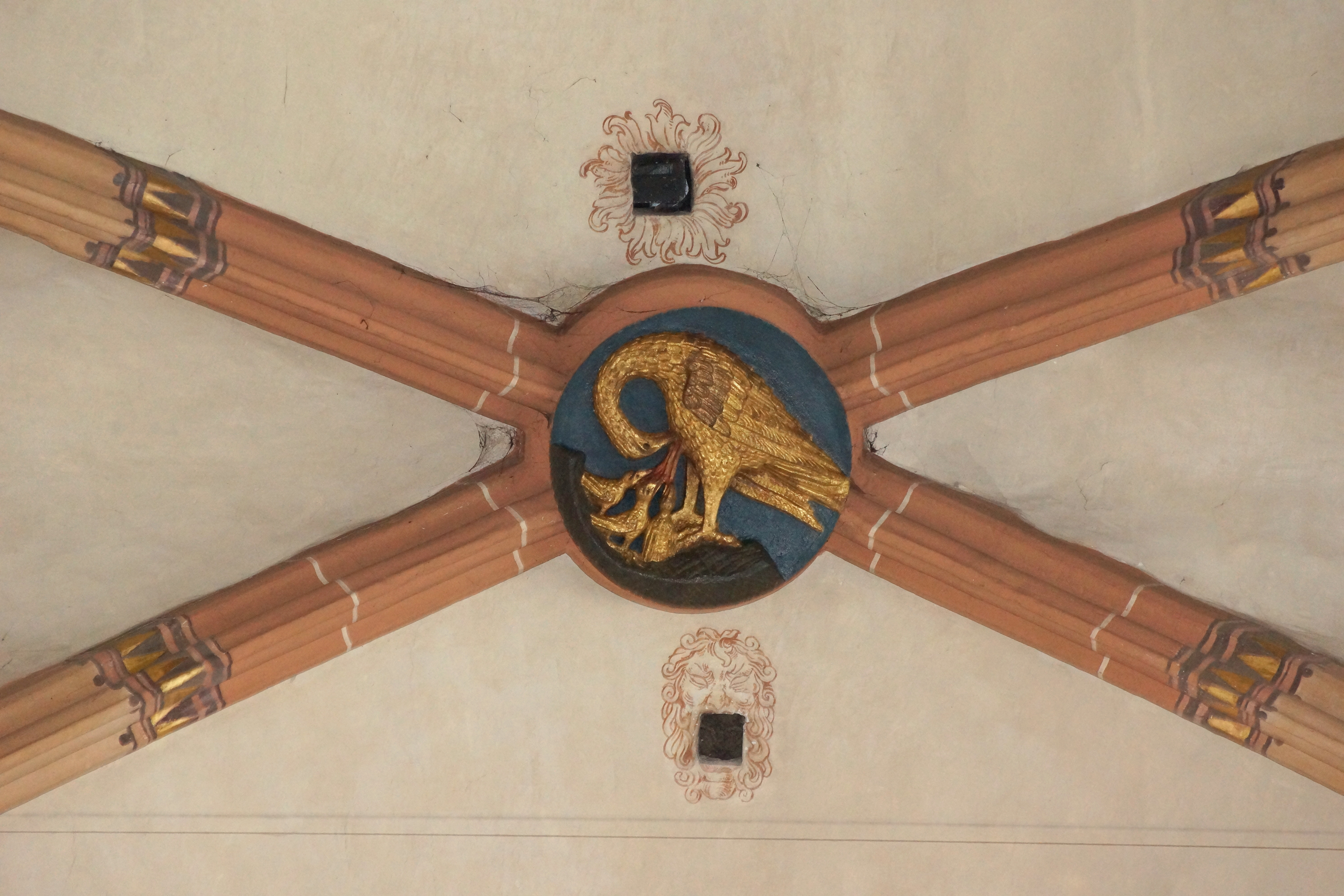
Schlussstein mit Pelikan im Chor

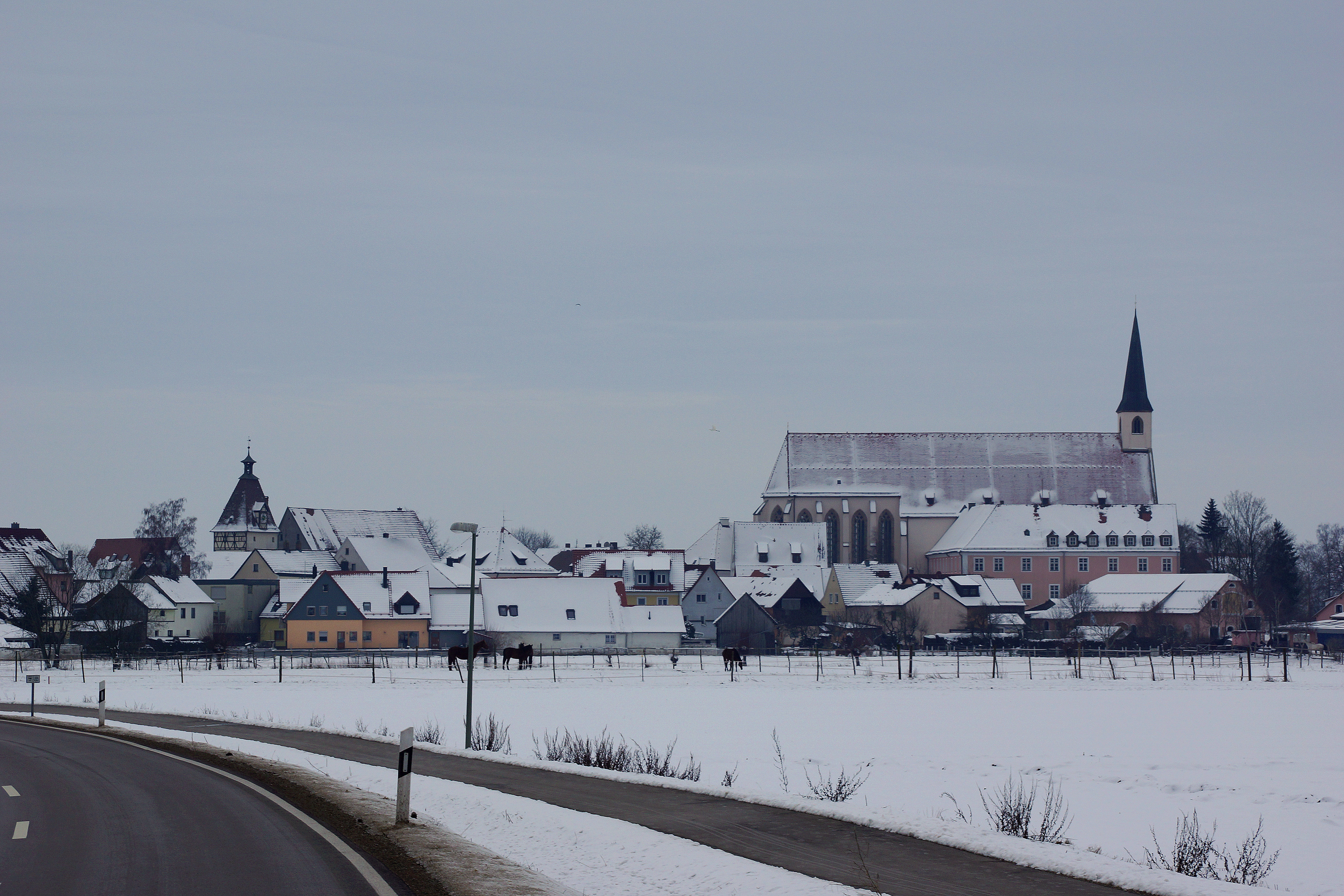
Klosterbezirk

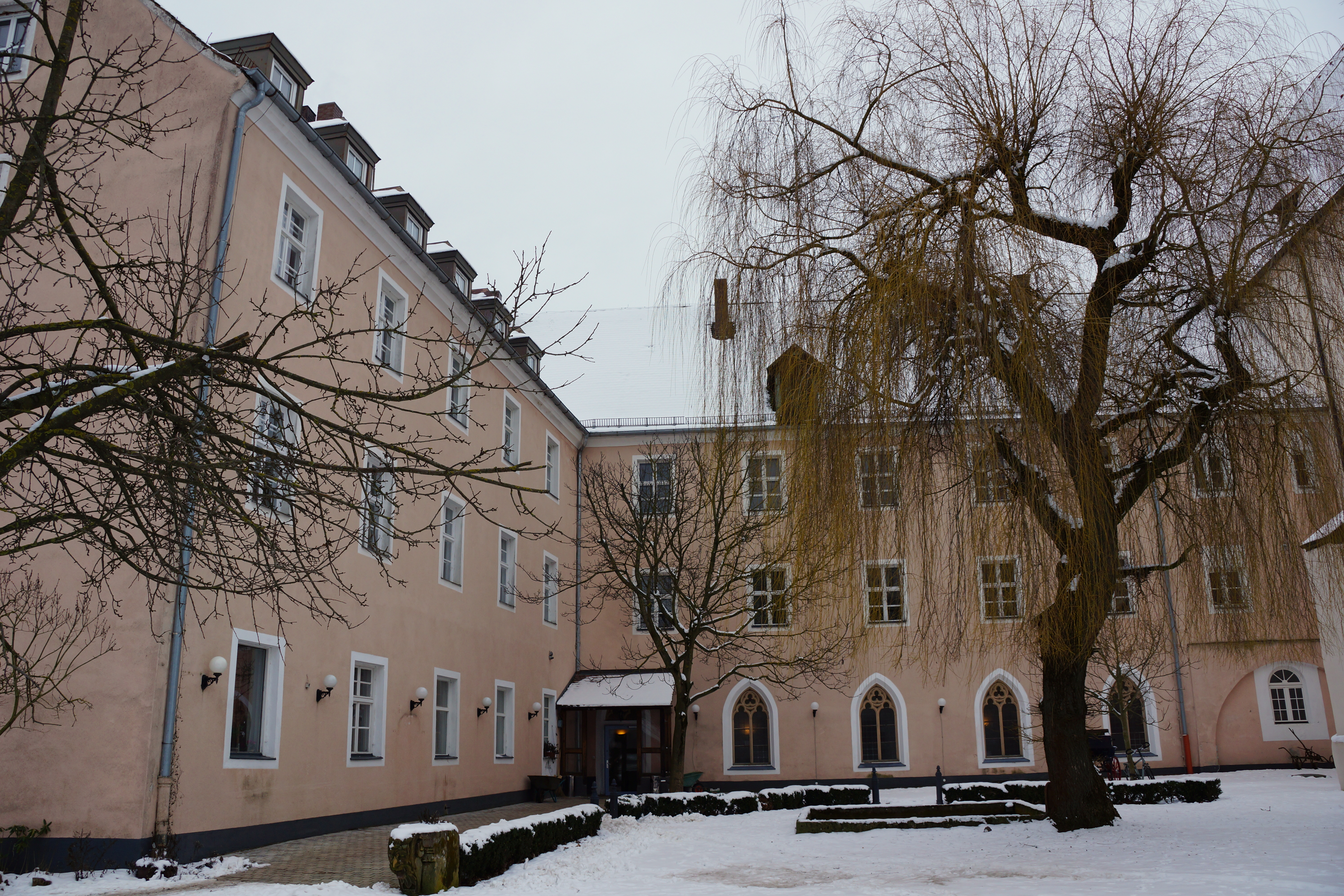
Konventsgebäude

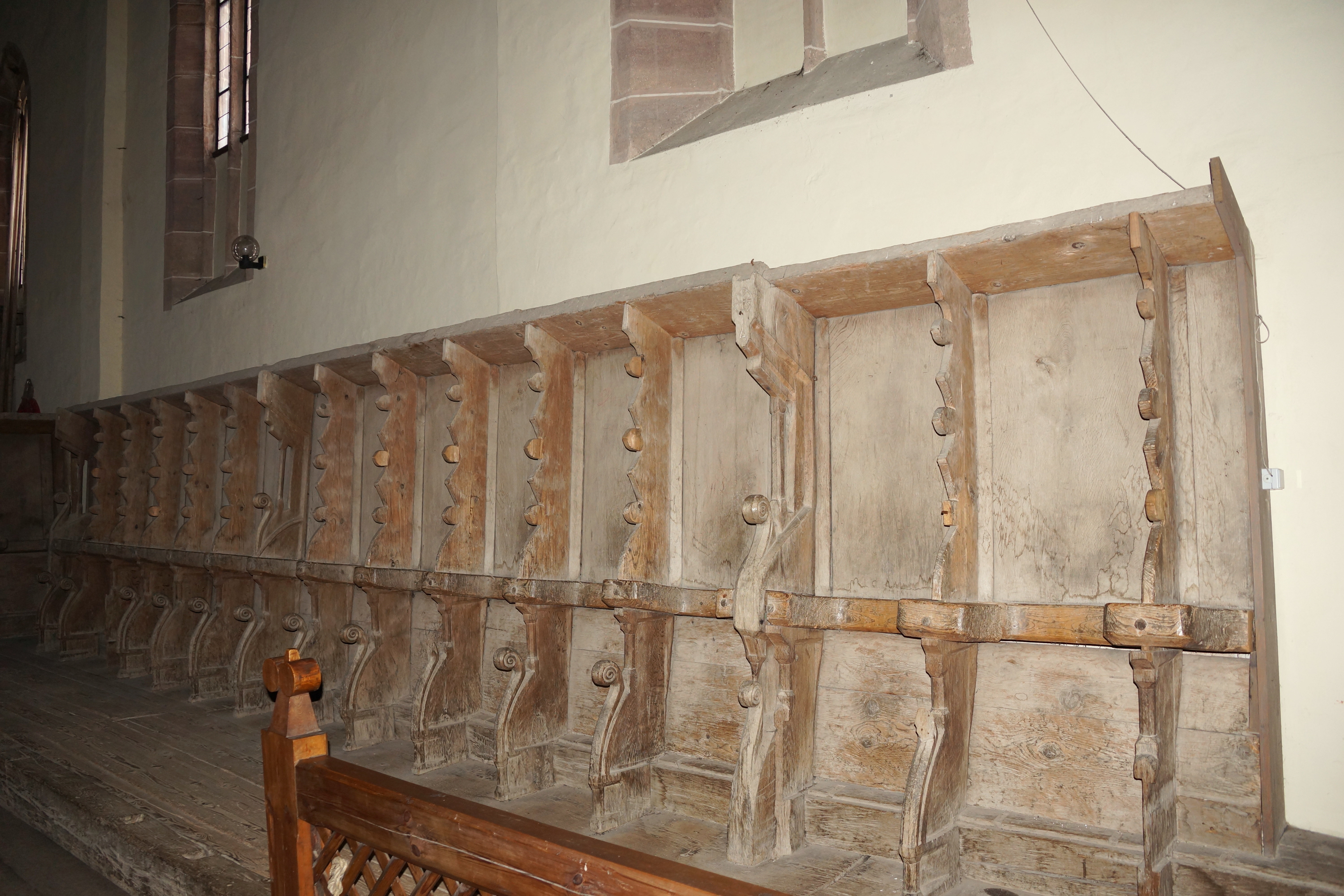
Chorgestühl

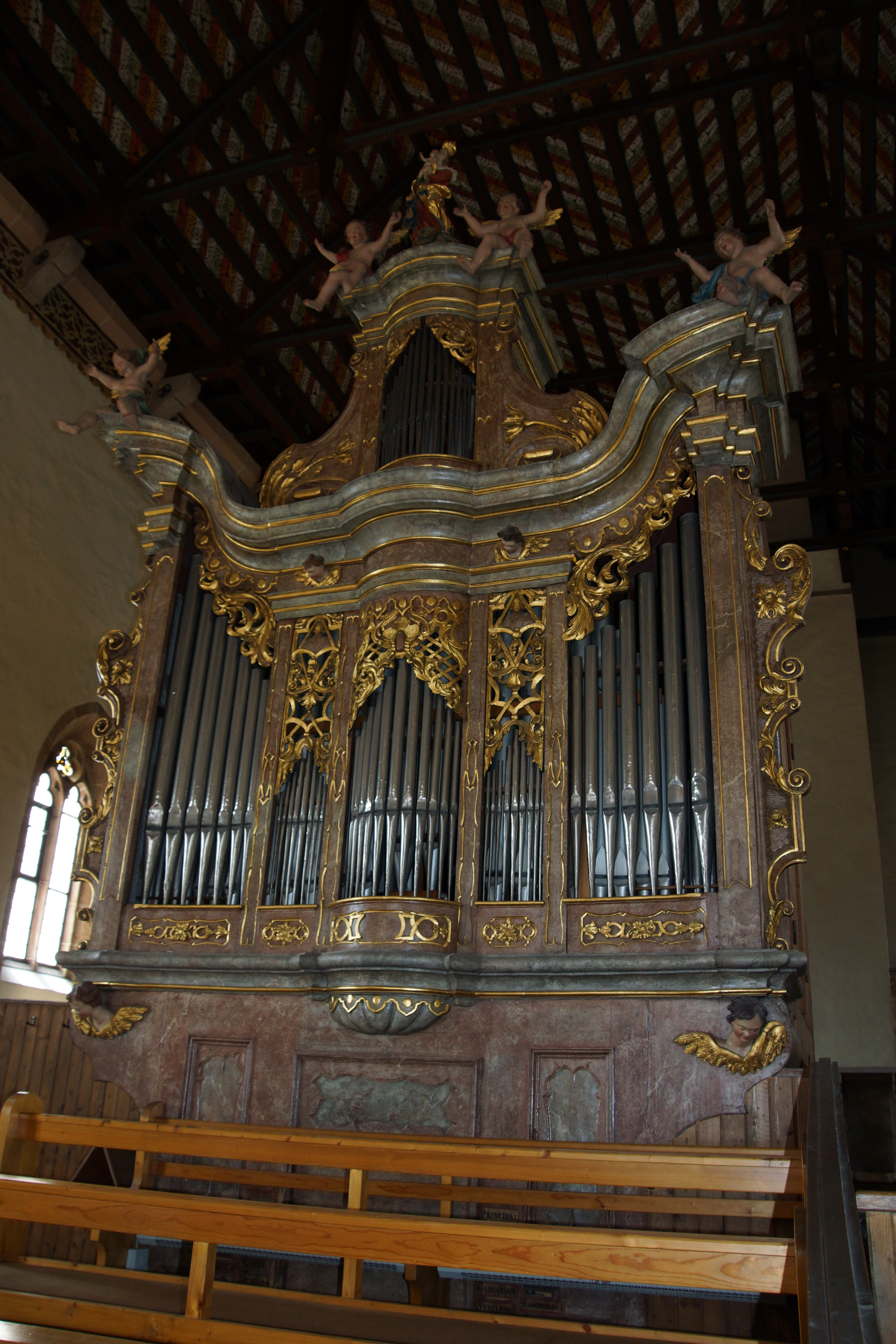
Orgel

## Geschichte
Das der Heiligen Jungfrau Maria geweihte Kloster wurde 1242 durch Gottfried den Älteren von Sulzbürg und seine Frau Adelheid von Hohenfels als Nonnenkloster gegründet. Es ging aus einer um 1230 entstanden Jungfrauengemeinschaft (Beginen) in Neumarkt (Pilsach) hervor, die später „zu den Eichen“ übersiedelte, wo sich Gottfried von Sulzbürg seiner annahm. 1247 wurde das damals „Felix Porta“ („glückliche/selige Pforte“) genannte Kloster unter Vermittlung des Mainzer Erzbischofs dem Zisterzienserorden inkorporiert und 1249 durch den Bischof Heinrich von Eichstätt bestätigt. Die Paternität über den Seligenportener Nonnenkonvent wurde dem Kloster Heilsbronn übertragen. Der Abt aus dem Zisterzienserkloster Heilsbronn schickte für die Baumaßnahmen befähigte Mönche und Brüder, die für den Baugrund am linken Flussufer der Schwarzach den Eichenwald rodeten.
1299 erhielt das Kloster von König Albrecht die niedere Gerichtsbarkeit. Die Gründerin Adelheid († 1250) fungierte zunächst als „Meisterin“, wurde dann von der ersten Äbtissin Fedran oder Fridron, die aus dem Kloster Maidbronn kam, abgelöst. Auch die zweite Frau des Gründers namens Bertha trat mit ihrer Tochter in das Kloster ein und wurde kurzfristig Äbtissin. Die Nonnen entstammten zumeist dem fränkischen und oberpfälzischen Adel, zum Teil bürgerlichen Familien in Nürnberg, Amberg und anderen Städten,  Durch deren Mitgift (Einstand) der Besitz rasch vermehrt wurde.
Das Kloster wurde durch Schenkungen der Sulzbürger und später der Wolfsteiner sowie des lokalen Adels ausgestattet und diente den Wolfsteinern auch als Grablege. 1366 hat Albert von Frickenhofen das Kloster mit seiner Kirchenstiftung reich beschenkt; auch aus dieser Familie stammt eine Äbtissin.
Das Zisterzienserinnenkloster hatte im Laufe der gut 300 Jahre noch weitere Zustifter und Gönner. Neben Ulrich von Frickenhofen und seinen Söhne Ulrich und Albrecht traten Hipo von Stein (de Lapide), Heinrich von Wildenstein, Ritter Perengar von Pollanten, die Rindsmaul, derer von Freudenberg (Landkreis Amberg-Sulzbach), derer zu Reichertshofen, derer von Stauf usw. hervor.
Um 1500 umfasste der Klosterbesitz 350 Anwesen mit 650 Untertanen in über 20 Orten als Abgabenpflichtige. Es hatte das Patronatsrecht für 7 Pfarreien und 2 Kaplaneien.
In der Reichsstadt Nürnberg hatte das Kloster Zollfreiheit. Um 1333 besaß das Kloster in Nürnberg ein stattliches Anwesen am Lorenzer Platz nahe der Zisterzienserniederlassung Heilsbronner Hof und ein weiteres  in der Nonnengasse an der alten Stadtmauer.
Zum weiteren behörte u. a. Besitz in den Orten Obersteinbach an der Haide und Unterheckenhofen.
In der zweiten Hälfte des 15. Jahrhunderts begann Kurpfalz, die oberpfälzischen Klöster unter seine Landesherrschaft zu bringen. Diese, allesamt hochverschuldet und in wirtschaftlich ddesolater Verfassung, konnten dem nichts entgegensetzen.
1550 musste die letzte Äbtissin des Zisterzienserinnenklosters Seligenporten, Anna von Kuedorf († 1576), die protestantische Kirchenordnung des Pfälzischen Kurfürsten Ottheinrich annehmen. Obwohl außer ihr nur noch eine Schwester im Kloster war, die dazu noch „schwach und alt“ war, argumentierte sie gegenüber den kurpfälzischen Beamten, dass mit der Abschaffung auch die gestifteten Jahrtage wegfielen und dem Kloster viel entzogen würde. Dann aber nahm sie „in Gottes Namen“ die Kirchenordnung an und blieb im Kloster. Sie erhielt Unterstützung von ihrem Bruder und von der Kurfürstin-Witwe Dorothea. Mit ihrem Tod 1576 ging Seligenporten als letztes Stift der Kurpfalz endgültig in den Besitz des Landesherrn über.
Nach der Annexion der Oberpfalz durch den Kurfürsten Maximilian von Bayern wurde sie rekatholisiert und das Kloster 1625 wieder errichtet. 1671 wurde das Kloster dem Konvent des Salesianerinnen-Klosters zu Amberg übergeben. Ein Richter und Kastner verwalteten im Namen der Amberger Superiorin das Klosteramt.
Bis 1803 bestand ein Klosterrichteramt Seligenporten.
Im Zuge der Säkularisation 1803 gingen Gebäude und Besitzungen in private Hände über. Heute ist die ehemalige Klosterkirche Pfarrkirche der Pfarrei Seligenporten. Die Gebäude wurden größtenteils abgebrochen. Die erhaltenen Klostergebäude übernahmen 1930/31 die vertriebenen Zisterzienser der zur Mehrerauer Kongregation gehörenden Abtei Sittich, die zwischenzeitlich von 1921 bis 1931 im Kloster Bronnbach eine Bleibe gefunden hatten. Der Konvent der nun in Seligenporten eingerichteten Mönchsabtei zählte im Jahr 1963 16 Mitglieder, wurde aber bereits 1967 wieder aufgegeben. In den Jahren 1976–1979 erfolgte die Restaurierung der ehemaligen Abteikirche. 2003 wurde das ehemalige Sudhaus der alten Klosterbrauerei renoviert und eine neue Kleinbrauerei eingerichtet.

## Klosterkirche
Die Klosterkirche hatte ursprünglich als Patrozinium Mariä Heimsuchung und hat heute das Patrozinium Mariä Himmelfahrt. Das Langhaus wird stilistisch auf das ausgehende 13. Jahrhundert datiert. Der Chor stammt vermutlich aus der ersten Hälfte des 14. Jahrhunderts, möglicherweise als Stiftung der Frickenhofer.
Der langgestreckte, verputzte Saalbau mit leicht eingezogenem Chor mit einer Länge von 54 m ist am Chor mit gestuften Strebepfeilern versehen. Ein Giebelturm mit Spitzhelm im Westen ist nach unten hin offen.

### Chor
Der lichte, dreijochige Hochchor mit Fünfachtelschluss wird durch große im Chorhaupt vierteilige, sonst dreiteilige Fenster mit schlichtem Vierpassmaßwerk erhellt, während das Schiff bewusst dunkler ist. Die dreifach gebündelten Dienste gehen ohne Absatz in die Gewölberippen mit Birnstabquerschnitt über. Die figuralen, farbig gefassten Schlusssteine stellen das Christushaupt, das Lamm Gottes, den seine Jungen anhauchenden Löwen und den Pelikan als Christussymbole dar. An der Nordwand ist eine Pforte zum Kloster mit ausgekehltem Spitzbogengewände angeordnet.

### Schiff
Das lange (36 m) Schiff beeindruckt durch die Monumentalität der glatten, schmucklosen Wände. Nur an der Südwand ist ein Kaffgesims angeordnet, das über dem Portal gekröpft und mit zwei Bündeldiensten gestützt ist. Das Schiff wird durch zweibahnige Fenster unterschiedlicher Höhe beleuchtet, die noch Reste der ursprünglichen Farbverglasung im Maßwerk zeigen. Die 1490 eingezogene, bemalte Bretterdecke wurde in den Jahren 1844/1845 durch eine Putzdecke und schließlich 1895 durch die heutige offene Hängewerkkonstruktion ersetzt. Der Raumeindruck wird wesentlich durch die weit über die Mitte des Schiffs reichende Nonnenempore bestimmt. Diese ruht auf einer roh bearbeiteten Balkendecke, die auf zwei Längsunterzügen, getragen von vier eichenen Vierkantstützen mit Runddiensten, abgestützt ist.

### Gruft
Der durch zweiteilige Rechteckfenster in der Südwand erhellte Raum dient als Sepultur und wird Gruft genannt. Sie ist über einen weiten Segmentbogen mit der ehemaligen Laienkirche verbunden, deren Fußboden 1930/1931 auf das Niveau der Gruft abgesenkt wurde. Von der Gruft führt eine originale gegenläufige Holztreppe mit Rautengittergeländer und einem durch Fialen und Maßwerkblende betonten Antrittspfosten zum Nonnenchor.
In der nördlichen Scheidewand der Gruft ist eine Nische mit einer drastischen Darstellung von Christus im Elend aus dem 17. Jahrhundert eingelassen. In der Gruft sind Grabdenkmäler für die Stifterfamilie Sulzbürg-Wolfenstein und für Äbtissinnen zu finden. Im Fußboden sind in der Nordwestecke die Sandsteinplatten für den Sohn des Stifters, Gottfried von Wolfstein († 1322) und für Bertha von Pöllanten († 1339) mit Kreuz und Familienwappen in flachem Relief eingelassen.
An der Westwand sind Grabplatten aufgestellt, die 1930/1931 unter dem Pflaster des Langhauses gefunden wurden, unter anderem ein Gemeinschaftsgrabstein der Edlen von (Hilpolt-)Stein und eine Grabplatte für Heinrich Leuboldzreuter († nach 1355) mit einer abstrahierenden Ritzzeichnung des Gestalt des ehemaligen Pöllinger Pfarrers. An der Nordwand ist eine Kalksteinplatte der letzten Äbtissin Anna von Kuedorf († 1576) mit einem Relief der betenden Verstorbenen zu finden.

### Ausstattung
Im Nonnenchor befindet sich das Chorgestühl, das zu den ältesten Exemplaren in Deutschland zählt und in einzigartiger Vollständigkeit am ursprünglichen Standort erhalten ist. Es vergegenwärtigt in Verbindung mit dem originalen, ausgetretenen Fußboden die mittelalterliche Atmosphäre. Früher auf die Zeit um 1300 datiert, ist es aber vermutlich erst beim hochgotischen Umbau entstanden. Von den an drei Seiten aufgestellten, einst 55 Stallen aus Eichen- und Fichtenholz mit hohen Rückwänden und rohen Baldachinen sind noch 44 erhalten. Nur drei der sehr niedrigen Klappsitze mit den an der Unterseite angebrachten Miserikordien sind noch vorhanden. Die Trennwände sind mit archaisch erscheinenden strengen Umrissen versehen; etwas reicher ausgestattet sind die äußeren Wangen mit Maßwerkrosetten und einfachem Laubwerk.
Die übrige Ausstattung stammt weitgehend aus dem 17./18. Jahrhundert. Sie besteht aus den drei Altären und der Kanzel, die archivalisch für die Zeit um 1730 belegt, stilistisch jedoch um 1700 einzuordnen sind. Der Hochaltar wurde angeblich 1728 vom Schreiner Ulrich Schäfer aus Neumarkt geschaffen, die Fassung wurde wie die der Seitenaltäre und der Kanzel von Johann Bernhard Benedikt Freund aus Amberg im Jahr 1730 ausgeführt. Das Altarblatt mit Mariä Heimsuchung und das Bild im Auszug mit einer Darstellung des Erzengels Michael wurden 1728 von Wolf Simon Groß aus Landshut gestaltet. Der linke Seitenaltar wurde 1729 aufgestellt und zeigt Nischenfiguren des Muttergottes und der Apostelfürsten, die angeblich von einem älteren Hochaltar aus der zweiten Hälfte des 17. Jahrhunderts stammen. Der rechte Seitenaltar (angeblich aus dem Jahr 1731) ist mit einem Bild der Heiligen Drei Könige und einer Figur des Heiligen Michael als Bekrönung versehen, wird auf die zweite Hälfte des 17. Jahrhunderts datiert. Die Kanzel mit Laubwerkdekor stammt angeblich von 1731.
An der nördlichen Schiffswand ist eine bewegte lebensgroße Figurengruppe von 1762 aufgestellt, sie zeigt das Kruzifix mit Johannes Nepomuk in Begleitung eines Puttos und eines Engels mit auf das Beichtgeheimnis bezogenen Attributen.
Die Orgel stammt von einem Werk des Johann Konrad Brandenstein von 1751 mit einem Gehäuse von Frater Gabinus Voraus, das aus der säkularisierten Franziskanerkirche in Amberg erworben wurde. Das Werk mit 32 Registern auf zwei Manualen und Pedal aus dem Jahr 1932 stammt von Josef Bittner, Eichstätt.

## Klosterbezirk
Der Klosterbezirk besteht aus der Kirche, dem Konventbau, den Bedienstetenwohnungen aus dem 17. Jahrhundert und aus dem ehemaligen Klostergasthaus. Der Konventbau ist eine Zweiflügelanlage (Ost- und Nordtrakt) als unvollendeter Teil der Kreuzganganlage mit gotischem Kreuzgang.
Aus dem Mittelalter ist der dreigeschossige Ostflügel erhalten, der nach Brand im Jahr 1548 erneuert und mit Obergeschossen aus dem 17./18. Jahrhundert versehen wurde. Im Erdgeschoss sind Räume mit Kreuzgratgewölben erhalten, der nördliche ist zweischiffig über zwei Mittelsäulen gewölbt. Auf der Innenseite sind sechs Joche des spätgotischen Kreuzgangs erhalten, die mit stern- und rautenförmigen Gewölbefigurationen versehen sind. Durch den Münchner Architekten Friedrich Haindl wurde 1929/30 ein neuer Nordflügel hinzugefügt.
Am ehemaligen Klostergasthaus ist eine Inschrifttafel von 1493 angebracht. in den Jahren 1491–1496 wurde eine Ummauerung des Klosters erstellt. Der Torturm am Klosterhof aus Quadersteinen mit Fachwerkobergeschoss und Pyramidendach stammt aus dem 15./16. Jahrhundert.